# VfB Chemnitz (1901)
Der VfB Chemnitz war ein deutscher Fußballverein aus Chemnitz. Er wurde im Jahr 1901 gegründet und fusionierte 1938 mit dem SV Teutonia 1901 Chemnitz zur Sportvereinigung 01 Chemnitz.

## Geschichte
Der VfB Chemnitz wurde im Jahr 1901 gegründet. Den größten Erfolg der Vereinsgeschichte erreichte der Verein in der Saison 1918/19. Der Verein konnte in der Gauliga Mittelsachsen die Meisterschaft gewinnen und qualifizierte sich dadurch für die mitteldeutsche Meisterschaft 1918/19. Im Achtelfinale traf die Mannschaft auf Viktoria Zerbst und zog durch einen 3:0-Sieg ins Viertelfinale ein. Dort stand man der Mannschaft vom Dresdner Fußballring 1902 gegenüber und schied durch eine 3:2-Niederlage aus dem Wettbewerb aus.
In den folgenden Jahren konnte der Verein keine weiteren Erfolge feiern und auch nach der Einführung der Gauliga Sachsen konnte sich der Verein nicht für diese Liga qualifizieren. In Folge daraus wurde im Jahr 1938 der Zusammenschluss vom VfB Chemnitz und dem SV Teutonia 1901 Chemnitz beschlossen und der neue Verein trug den Namen Sportvereinigung 01 Chemnitz.

## Erfolge
- mittelsächsischer Gauliga-Meister: 1919

## Nachfolgeverein
Die Sportvereinigung 01 Chemnitz konnte bis zum Ersten Weltkrieg keine weiteren nennenswerten Erfolge feiern. Nach dem Zweiten Weltkrieg wurde die Sportvereinigung 01 Chemnitz, wie alle Vereine in der sowjetischen Besatzungszone aufgelöst. Als Nachfolgeverein der Sportvereinigung gilt die SG Chemnitz Schloß.
Ab Ende 1948 dürfte der Sportbetrieb in der sowjetischen Besatzungszone mittels Betriebssportgemeinschaften, kurz BSG, organisiert werden und die SG wurde in die BSG Handel und Sozial-Versicherung Chemnitz umgewandelt. Nach einiger Zeit kam es zu einem Wechsel des Trägerbetriebs. Dies hatte zur Folge, dass der Verein nun unter den Namen BSG Motor Fritz-Heckert Karl-Marx-Stadt antrat. Unter diesen Namen spielte die Fußballabteilung insgesamt elf Spielzeiten in der DDR-Liga.